# Epikus ciklus
Az epikus ciklus kiseposzok gyűjteménye. A kiseposzok rövidebb, epikus jellegű önálló történetek. A közös szereplőkkel, főhőssel vagy adott időben játszódó eposzok összeszerkesztve adják az epikus ciklust. Első ismert jellemző képviselője az uruki epikus ciklus, amely maga is három kisebb ciklusból, és több kiseposzból áll. Hasonlóképpen az indiai Rámájana is egy epikus ciklus, amelynek darabjait Visnu hetedik megtestesülése köti össze.
A Homérosz előtti epikus ciklusok legfontosabbjai:
- Uruki epikus ciklus
- Gilgames-eposz
- Rámájana
- Mahábhárata

Ide sorolható még a thébai epikus ciklus négy történetből álló sorozata is, melyből három az Iliasz előtt játszódik.
A homéroszi epikus ciklus a Homérosz utáni időkben írt kisebb eposzok összessége. Szerzőik vándordalnokok, aiódoszok voltak, ekkoriban a rapszódoszok feladata már csak Homérosz szövegeinek recitálására korlátozódott. A szerzőket gyakran ál-Homéroszoknak is nevezték. Arisztotelész állította őket szembe Homérosz költeményeivel, művészi értéküket az Iliásszal és az Odüsszeiával szemben lebecsülte. Közös jellemzőjük, hogy a Homérosznál kialakult eposzi kellékeket szabályszerűen használják.
Az i. e. 8. századból két eposz maradt ránk, a 11 énekből álló Küpria és az öténekes Aithiopisz. Mindkettő az Ílászt meséli tovább, jellemző, hogy az Aithiopisz az Iliasz utolsó sorával indít.
A Kis Iliasz négy énekből áll, szerzőjeként Leszkhész vagy Kinathión szerepel. A Hektór halála utáni eseményeket meséli el.
Az Odüsszeiának is akadt folytatása. A Nosztoi című öt énekből álló eposzt troizéni Hagiasz írta, a mű címe magyarul annyit tesz: Hazatérések. Katalógusjelleggel meséli el a trójai hősök hazaútját.
Télegonia: kürénéi Eugammón műve az i. e. 7. századból. Odüsszeusz további sorsát meséli el, nevezetesen azt, hogyan lesz Kirkétől született fiának áldozata.
A másik nagy mondakör a thébai ciklus, ennek is léteznek epikus feldolgozásai, melyek a későbbi drámairodalom alapjául szolgálhattak. A 6600 soros Oidipodeia, Kinathión műve Oidipusz sorsát meséli el, hogyan győzte le a szfinxet, ölte meg tudtán kívül apját és vette el anyját feleségül, önkéntes száműzetését és halálát. A Thébaisz vagy Heten Thébai ellen az Oidipusz halála után kitört viszályt emeli témájává, a családi átok további következményiről szól. Az epigonok története a Hetek hadjárata után tíz évvel a sikertelen hadjárat megbosszulására indult. Utolsó része az Alkmaiónisz. A ciklus szereplői feltűnnek az argonauták és a trójai háború hősei között is, valamint összefonódik a kalüdóni uralkodóházzal is.
Hésziodosz költeményeinek epikus ciklusba tartozó előzményei közt a Titanomakhia számottevő. Ugyancsak a Zeusz előtti istenek világában játszódik a szamoszi Kreophülosz és a rhodoszi Peiszandrosz művei.
Az i. e. 7. században szemléletváltás következett be. Ezt jól mutatja a század közepére datált Margitész, az első komikus eposz. A vígeposz már formában is újít, nemcsak tartalmilag: a hagyományos hexametert keveri a jambusokkal. A legtöbbet emlegetett komikus eposz a Békaegérharc, ez a 303 sornyi terjedelmű mű az i. e. 6. század vége felé született.